# Hor-Khonsou
Pour les articles homonymes, voir Horus (homonymie) et Horus.
Hor-Khonsou est la forme lunaire du dieu Horus à Thèbes.